# Scylaticus
Scylaticus är ett släkte av tvåvingar. Scylaticus ingår i familjen rovflugor.

## Dottertaxa tillScylaticus, i alfabetisk ordning[1]
- Scylaticus albipilus
- Scylaticus albofasciatus
- Scylaticus argyropus
- Scylaticus barkeri
- Scylaticus braunsi
- Scylaticus bromleyi
- Scylaticus bunohippus
- Scylaticus callimus
- Scylaticus camptus
- Scylaticus ceratitus
- Scylaticus chilensis
- Scylaticus chrysotus
- Scylaticus costalis
- Scylaticus cruciger
- Scylaticus cuneigaster
- Scylaticus cuthbertsoni
- Scylaticus danus
- Scylaticus degener
- Scylaticus distinguendus
- Scylaticus elamiensis
- Scylaticus engeli
- Scylaticus entrichus
- Scylaticus exquisitus
- Scylaticus fulvicornis
- Scylaticus godavariensis
- Scylaticus gongrocercus
- Scylaticus gymnosternum
- Scylaticus hadromedus
- Scylaticus indicus
- Scylaticus iota
- Scylaticus irwini
- Scylaticus laevinus
- Scylaticus leoninus
- Scylaticus lindneri
- Scylaticus loewi
- Scylaticus marginatus
- Scylaticus melanus
- Scylaticus midas
- Scylaticus miniatus
- Scylaticus namibiensis
- Scylaticus nitidigaster
- Scylaticus palestinensis
- Scylaticus pantherinus
- Scylaticus pardalotus
- Scylaticus phaeus
- Scylaticus punctatus
- Scylaticus quadrifasciatus
- Scylaticus ricardoae
- Scylaticus rufescens
- Scylaticus ruficauda
- Scylaticus sayano
- Scylaticus semizonatus
- Scylaticus suranganiensis
- Scylaticus thecarus
- Scylaticus tigrinus
- Scylaticus trophus
- Scylaticus tyligmus
- Scylaticus varipennis
- Scylaticus venustus
- Scylaticus whiteheadi
- Scylaticus xiphocerus
- Scylaticus zirconius
- Scylaticus zonatus